# Daedalus (kráter)
Daedalus je impaktní měsíční kráter nacházející se poblíž středu odvrácené strany Měsíce a tudíž není pozorovatelný přímo ze Země. Díky své poloze je navrhován pro umístění budoucího obřího radioteleskopu podobného radioteleskopu v Arecibu, ale s mnohem většími rozměry. Jeho původní název je Kráter 308 a Mezinárodní astronomická unie ho později pojmenovala po staviteli z řecké mytologie Daidalovi.
Poblíž tohoto kráteru se na východě nachází kráter Icarus, na jihu Racah a severoseverovýchodně Lipskij.

## Satelitní krátery

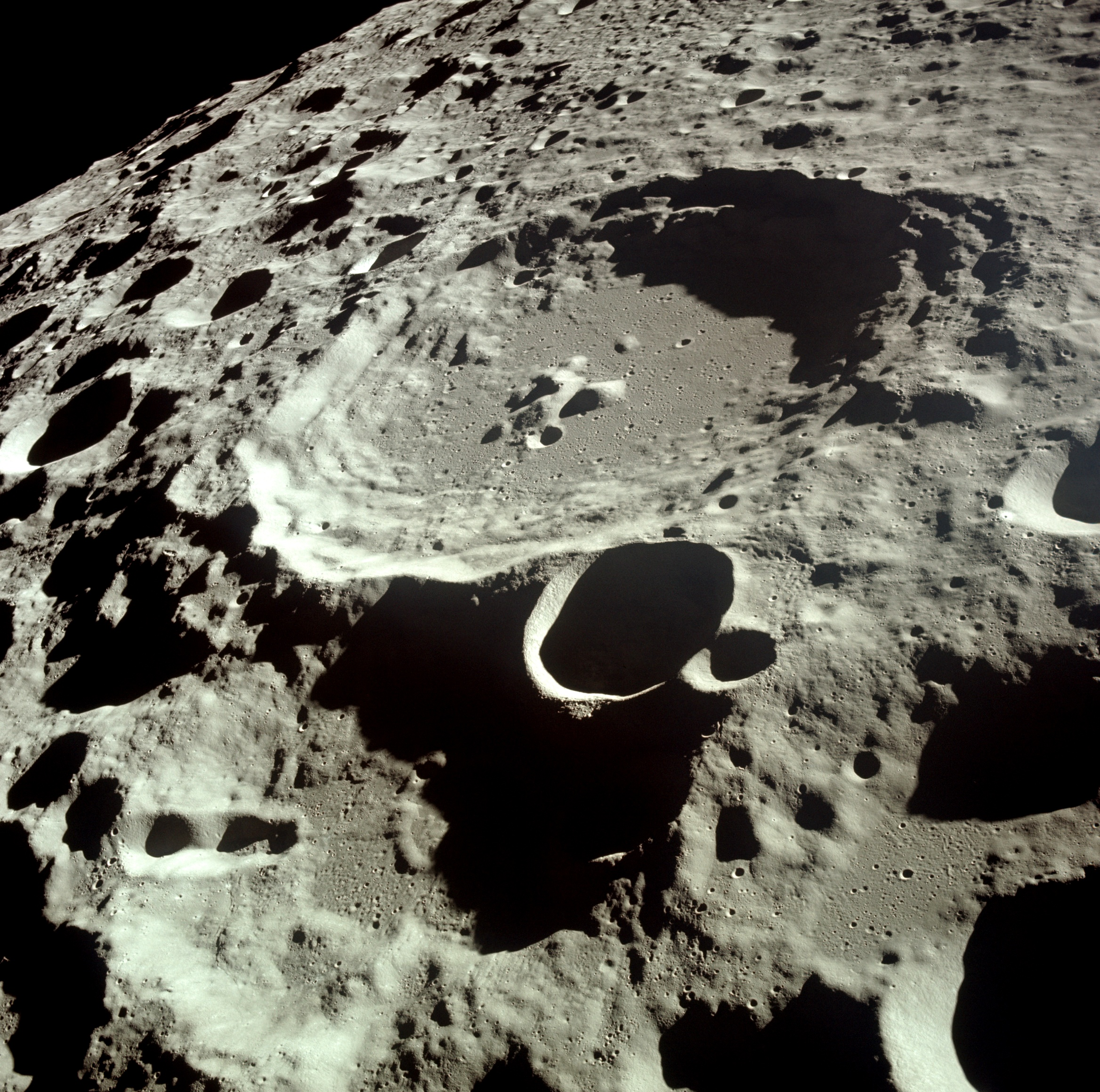
Kráter Daedalus (na snímku ten větší).

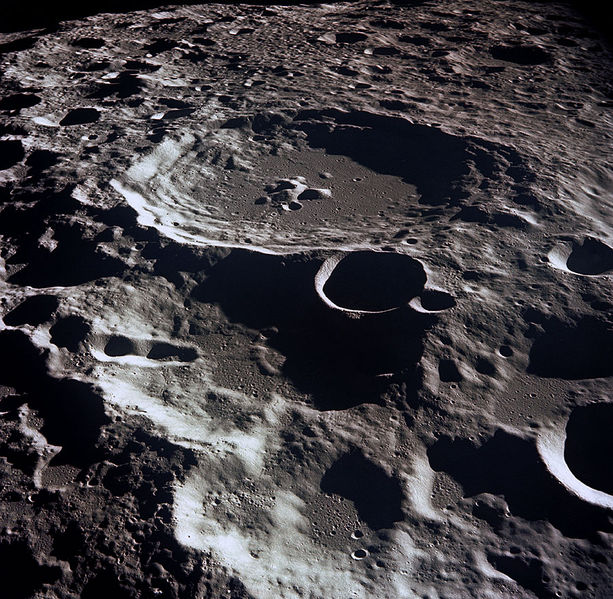
Jiný pohled na kráter Daedalus.

V tabulce jsou krátery, které souvisí s kráterem Daedalus.
| Daedalus | Sel. šířka | Sel. délka | Průměr |
| -------- | ---------- | ---------- | ------ |
| B        | 4.1° J     | 179.8° Z   | 23 km  |
| C        | 4.1° J     | 178.9° Z   | 68 km  |
| G        | 6.6° J     | 177.4° Z   | 33 km  |
| K        | 8.3° J     | 178.5° Z   | 24 km  |
| M        | 8.1° J     | 179.5° V   | 13 km  |
| R        | 7.7° J     | 175.2° V   | 41 km  |
| S        | 6.8° J     | 172.9° V   | 20 km  |
| U        | 4.2° J     | 174.9° V   | 30 km  |
| W        | 3.5° J     | 177.5° V   | 70 km  |